# Groot Rietveld
Het Groot Rietveld is een natuurgebied te Kallo, Melsele en Zwijndrecht, deelgemeenten van Beveren-Kruibeke-Zwijndrecht.
Het gebied van 80 ha wordt beheerd door Natuurpunt. In 2022 werd het Groot Rietveld een erkend natuurreservaat.

## Geschiedenis
Het Rietveld beslaat een deel van de Melselepolder. Dit gebied werd opgespoten met zand ten behoeve van de uitbreiding van de Haven van Antwerpen, een project dat echter niet voltooid werd.
In 1999 werd gebied, waarin zich vele rietvogels hadden gevestigd, tijdelijk veiliggesteld door Natuurpunt. Later werd de bescherming definitief als natuurcompensatiegebied.

## Flora en fauna
Het Groot Rietveld is van belang als broedgebied voor watervogels als dodaars, geoorde fuut, bergeend en zomertaling. Rietvogels als waterral, porseleinhoen, blauwborst, sprinkhaanrietzanger, snor, rietzanger, roerdomp, woudaap en bruine kiekendief. Verder vindt men er de rugstreeppad.
Van de flora is van belang de grote populatie moeraswespenorchissen.